# Guido Agosti
Guido Agosti (Forlì (Emília-Romanya), 11 d'agost de 1901 - Milà (Llombardia), 2 de juny de 1989), va ser un pianista italià.

## Biografia
Va estudiar piano al Liceo musical de Bolonya de 1911 a 1914, els seus professors van ser Bruno Mugellini, Ferruccio Busoni i Filippo Ivaldi. També va aprendre a compondre en privat amb Giacomo Benvenuti. Després d'acabar els seus estudis de filologia a Bolonya, Agosti va oferir concerts amb molt d'èxit a casa i a l'estranger. Després de la seva gran carrera com a solista, va ensenyar als conservatoris de Venècia, Roma i Milà de 1933 a 1949.
Després del final de la Segona Guerra Mundial, Agosti va esdevenir director d'una classe magistral de piano a l'Accademia di Santa Cecilia de Roma. A partir de 1949 va dirigir classes magistrals per a piano a l'Accademia musicale Chigiana de Siena.
L'any 1967 va tornar a donar concerts, però no com a solista. Va fundar un trio amb Severino Gazzelloni (flauta) i Enrico Mainardi (violoncel·lista). També es va convertir en company de piano del "Quartetto di Roma" i jurat en concursos internacionals de piano.
Entre els seus alumnes més coneguts, hi havia Maria Tipo, Yonty Solomon, Leslie Howard, Martin Jones, Donna Amato, Vladimir Krpan, Hamish Milne, Dag Achatz, Sergio Calligaris, Raymond Lewenthal, Kun-Woo Paik, Daniel Pollack, William Corbett Jones, Angela Brownridge, Ian Munro, Geneviève Calame, Rita Wolfensberger, Jürgen Schröder i Eric van Griensven.